# Кандидо, Мария Роза
Мария Роза Кандидо (итал. Maria Rosa Candido, род. 10 февраля 1967 года, Ауронцо-ди-Кадоре, провинция Беллуно, ум.  18 октября 1993 года, Силандро, провинция Больцано Италия) — итальянская шорт-трекистка. Она участвовала в Зимних Олимпийских играх 1988 и Олимпийских играх 1992 годов, чемпионка мира 1993 года в команде. 4-х кратная бронзовый призёр чемпионатов мира.

## Спортивная карьера
Мария Роза Кандидо начала выступления на международном уровне в сезоне 1986/87 годов, участвовала на чемпионате мира в Шамони, где в общем зачёте заняла 21 место. Уже на следующий год в Монреале Мария в эстафете во главе с Кристиной Шиоллой выиграла бронзу.
На Олимпийских играх в Калгари, где шорт трек был демонстрационным видом спорта, Мария Роза участвовала на всех дистанциях и смогла занять 3-е место на дистанции 3000 метров и первое в эстафете, правда медали официально не вручались. 
В 1989 году она участвовала в зимней Универсиаде в Софии и стала второй на дистанции 3000 метров. Очередные медали Мария выиграла через полтора года в Сиднее на дистанции 1500 метров и в эстафете. В том же 1991 году на Универсиаде в Саппоро выиграла бронзу на 1000 метров и серебро на 1500 метров.
В 1992 году участвовала на Олимпийских играх в Альбервилле, где с командой заняла 7 место в эстафете.  В 1993 году Мария-Роза выиграла свою первую и единственную золотую медаль чемпионата мира среди команд в Будапеште, следом две бронзы Универсиады в Закопане на 1000 и 1500 метров. В октябре 1993 года при подготовке к Олимпиаде в 1994 года недалеко от Неаполя Мария Роза вместе с 15-ти летней спортсменкой Лори Вечелио Сегато попали в автокатастрофу, большое дерево упало спереди идущего грузовика на их автомобиль, обе девушки погибли. Мария Роза Кандидо погибла в возрасте 26 лет.